# Dahlia’s Tear
A Dahlia's Tear egy svéd dark ambient projekt. 2004-ben alapította Anil Emre Dedeoğlu (Anile.D), aki korábban a Dimness Through Infinity doom metal együttesben játszott. Első albumát 2005-ben adta ki, a legutóbbi 2020-ban jelent meg. Zenéjében szintetizátorokat ötvöz környezeti hangokkal, hogy sötét, borzongató, rémálom-szerű érzéseket idézzen fel.

## Diszkográfia
- Harmonious Euphonies Supernatural Traumas Mesmerising Our Existences In Radient Corpuscle Galaxies, Ravenheart Productions, 2005
- My Rotten Spirit Of Black, Alcor Productions, 2007
- Under Seven Skies, Thonar Records, 2007
- Dreamsphere, Cold Meat Industry, 2011
- Through the Nightfall Grandeur, Cryo Chamber, 2018
- Across the Shifting Abyss, Cryo Chamber, 2019
- Descendants of the Moon, Cryo Chamber, 2020
- Adrift on the Edge of Infinity, Cryo Chamber, 2021